# 河合町立河合第一小学校
河合町立河合第一小学校（かわいちょうりつかわいだいいちしょうがっこう）は、奈良県北葛城郡河合町にある公立小学校。制服は茶色、現校舎は2003年に完成した。2013年現在の全校の児童数は284名。

## 校歌
作詞は文学博士の堀内民一、作曲は田中修。歌詞には校舎から見える風景や河合町の地理を織り込んでいる。

## 沿革
- 1872年9月 - 大輪田小学校開校[2]
- 1874年2月19日 - 川合小学校開校[2]
- 1874年3月19日 - 佐味田小学校開校[2]
- 1961年4月1日 - 上記3校が統合し、河合村立河合小学校として発足[2]
- 1971年4月1日 - 河合第二小学校新設により、河合村立河合第一小学校と改称[2]
- 1971年12月1日 - 町制施行により、河合町立河合第一小学校と改称[2]
- 1992年度〜1994年度　文部省・奈良県教育委員会・河合町教育委員会指定同和教育（学力向上）推進地域指定研究[2]
- 2003年3月31日 - 校舎改築竣工[2]

## 教育目標
急激に変化する21世紀社会に対応するために、自ら学ぶ意欲と主体的に考え判断し、行動できる児童の育成を目指す。

### 努力目標
- 学び、考える力の育成（知）[3]
- 豊かな感性、人間性の育成（徳）[3]
- 健康でたくましい心身の育成（体）[3]
- 将来を切り開く力の育成（志）[3]

### 目指す学校像
人とのつながりを大切にし、気持ちが通じ合う学校にする。

### 目指す児童像（一小っ子）
- よく聞き、よく考える子
- 思いやりのある子
- こころも体も元気な子
- 夢に向かって努力する子

## 主な学校行事
（順不同）
- 入学式
- 運動会
- 音楽会
- 六年生を送る会
- マラソン大会
- 卒業証書授与式

修学旅行
修学旅行は6年生が毎年11月に広島に行く。（1泊2日）
野外活動
野外活動は5年生が1泊2日で奈良県立野外活動センター（奈良市都祁）に行く。

## 委員会
2006年度
- 図書委員会
- 給食委員会
- 保健・体育委員会
- 情報委員会
- 代表委員会
- 飼育・栽培委員会

## クラブ活動
2006年度
活動日は金曜日
- バドミントンクラブ
- 家庭科クラブ
- パソコンクラブ
- バトン・ダンスクラブ
- マンガクラブ
- 実験工作クラブ
- 体育クラブ

## 進学先
私立中学校への進学でなければ、基本的に河合第一中学校への進学となる。

## アクセス
- 近鉄田原本線池部駅より徒歩4分。

## 周辺
- 河合町役場
- 河合町立河合第一中学校（小学校の向かい側）
- 近鉄池部駅
- 池部簡易郵便局
- 河合町保健センター
- 河合町立障害福祉センター
- 河合町商工会館
- 河合町立中央公民館
- 河合町立中央体育館
- 河合町総合スポーツ公園
- 河合町総合福祉会館「豆山の郷」
- 馬見丘陵公園

## 通学区域が隣接している学校
- 河合町立河合第二小学校
- 上牧町立上牧第二小学校
- 上牧町立上牧第三小学校
- 上牧町立上牧小学校
- 広陵町立真美ヶ丘第二小学校
- 広陵町立広陵西小学校
- 広陵町立広陵北小学校
- 三宅町立三宅小学校
- 川西町立川西小学校
- 安堵町立安堵小学校
- 斑鳩町立斑鳩東小学校
- 斑鳩町立斑鳩西小学校